# Nógrádszentpéter
Nógrádszentpéter (szlovákul: Pôtor) község Szlovákiában, a Besztercebányai kerületben, a Nagykürtösi járásban.

## Fekvése
Az Ipoly-völgyben, Nagykürtöstől 8 km-re keletre, az Öreg-patak partján fekszik. Csalányos és Vált puszta (szlovákul Vátovce) tartozik hozzá.

## Élővilága

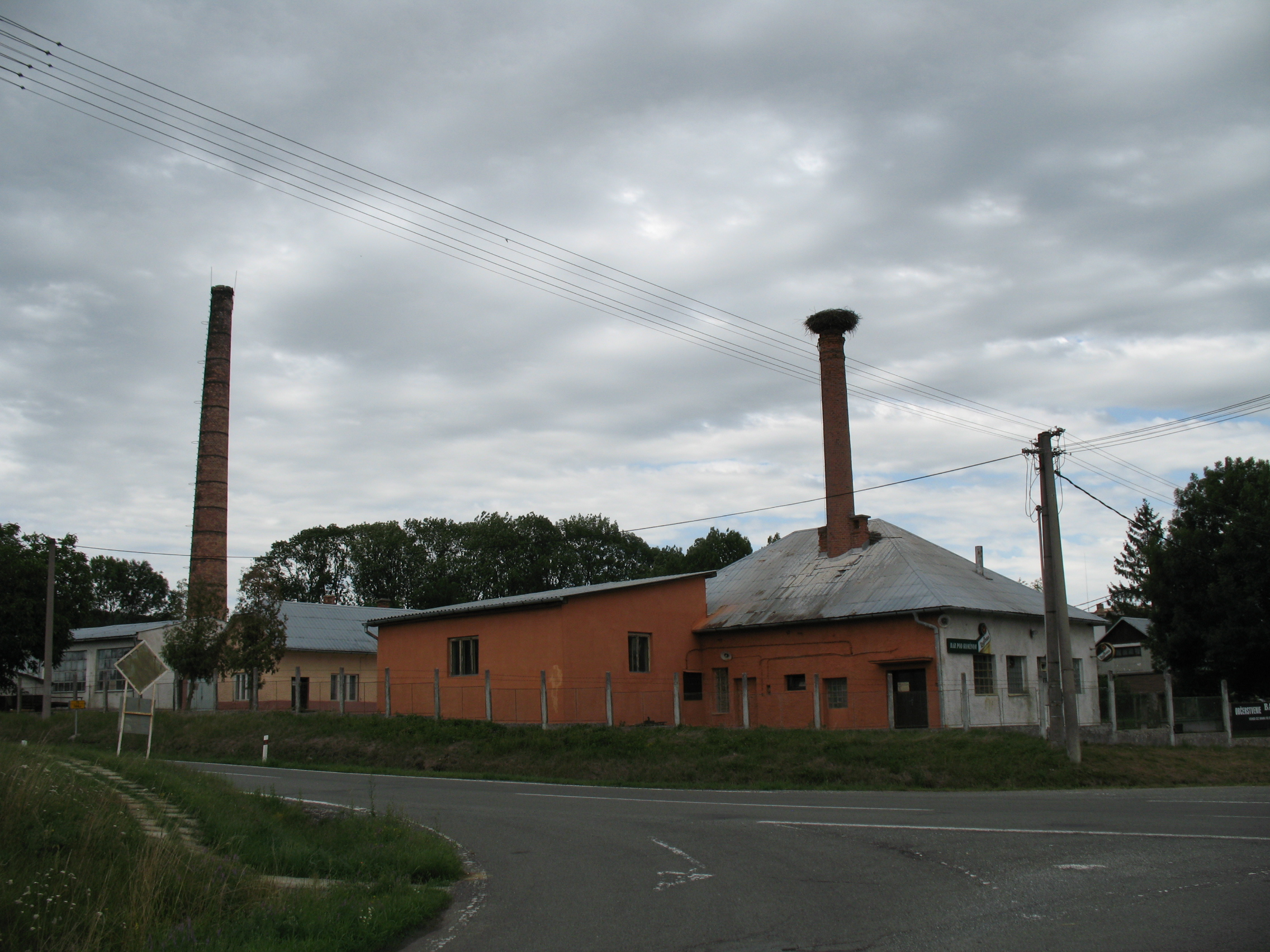
Gólyafészek 2012-ben
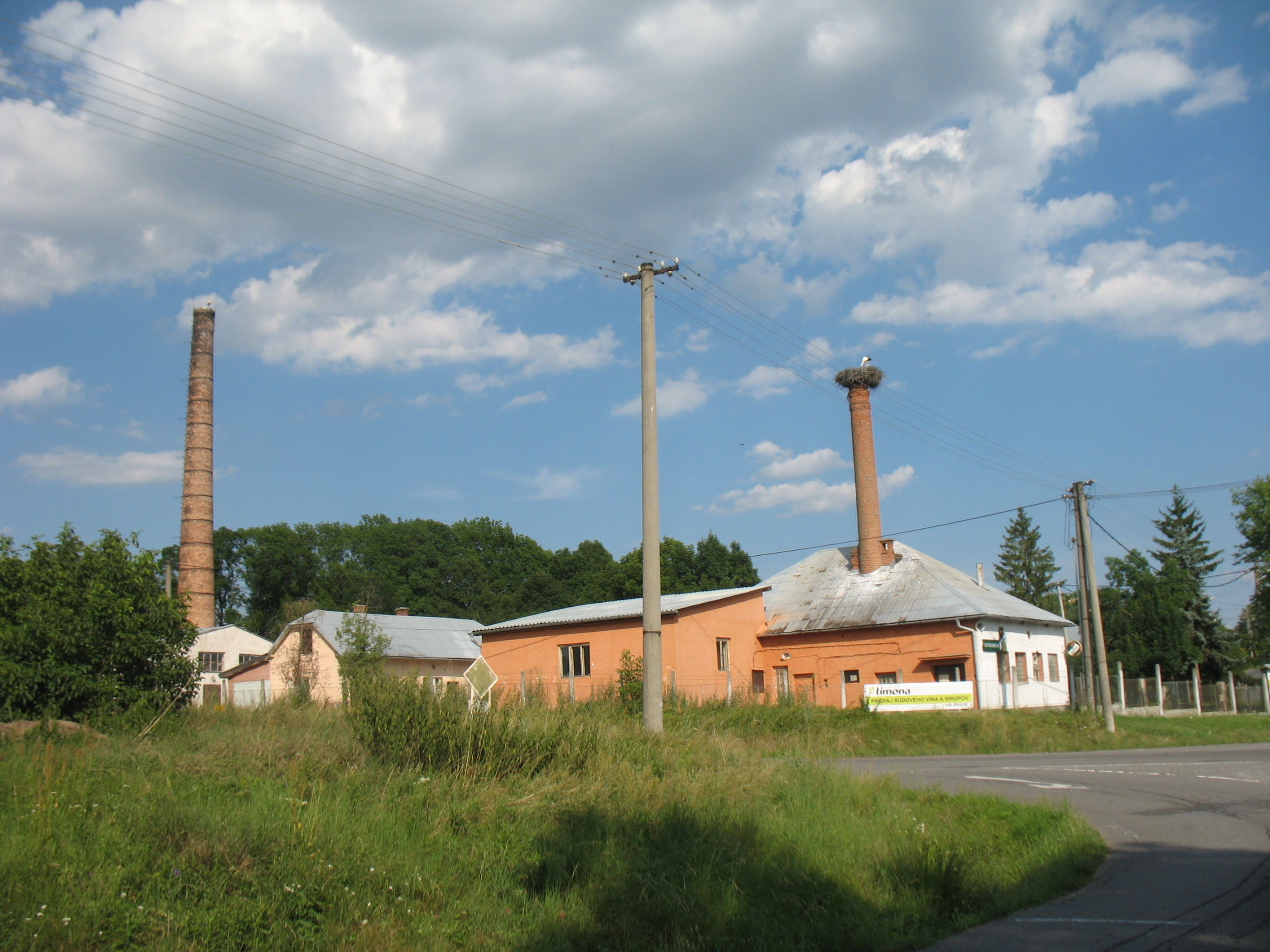
2014
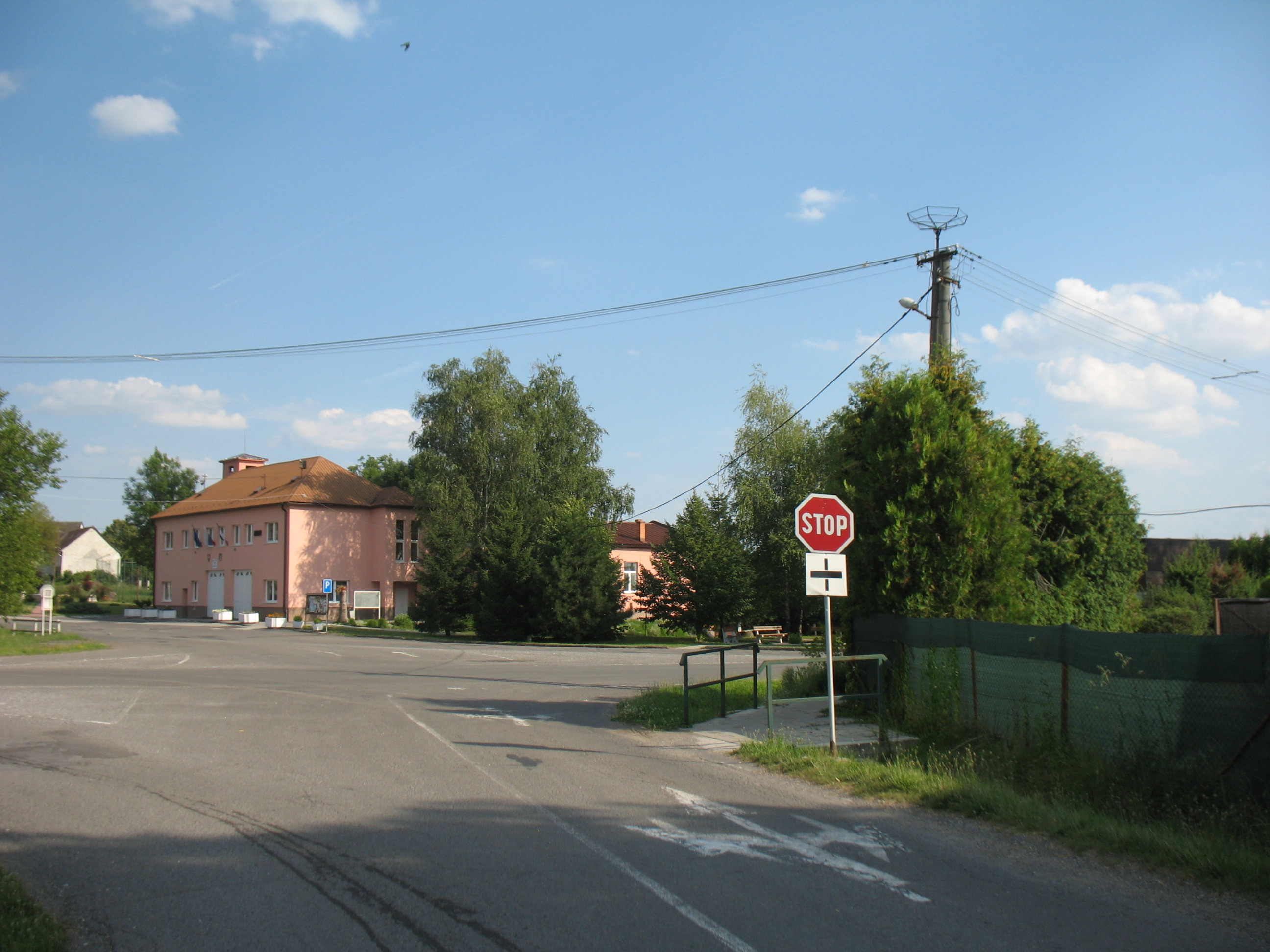

Nógrádszentpéteren régóta fészkelnek a gólyák egy magas kémény tetején. 2012-ben és 2013-ban legalább 2 fiókát figyeltek meg. 2014-ben csak egyet. Ezen kívül egy fészekalátét is található a faluban.

## Története
1297-ben említik először, nevét arról kapta, hogy középkori templomát Szent Péter apostol tiszteletére szentelték. A templomot és Péter nevű papját az 1332 és 1337 között kelt pápai tizedjegyzék is említi „Petrus sacerdos Sancti Petri” alakban. A falu papja 6 garast fizetett. 1548-ban a falu földesurai Balassa Imre és János voltak. 1598-ban Balassa Zsigmond a birtokosa. 1554 és 1593 között a Szécsényi szandzsák részeként a török hódoltsághoz tartozott. Az 1550-es években erre is elterjedt a reformáció. Evangélikus gyülekezete 1559-ben alakult. 1660-ban részben a divényi, részben a kékkői váruradalom része volt. 1674-ben ismét a Balassáké, Bálint gróf birtoka. 1731-ben részben Zichy Károly, részben Balassa Pál tulajdona. 1869-ben 552 lakosa volt, Csalányoson 273 lakos élt.
Vályi András szerint "SZENT PÉTER. Elegyes falu Nógrád Várm. földes Ura Boros Uraság, lakosai többen evangelikusok, fekszik Alsó Esztergályhoz nem meszsze, mellynek filiája; határbéli földgye középszerű."
Fényes Elek szerint "Szent-Péter, tót falu, Nógrád vmegyében, 30 kath., 381 evang. lak. Evang. anya templom. A helység szép vidéken fekszik, de földje sovány; szőlője meglehetős. F. u. b. Balassa gr. Zichy az idősb. Ut. post. Balassa-Gyarmat."
A trianoni békeszerződésig Nógrád vármegye Balassagyarmati járásához tartozott. Mai hivatalos szlovák nevét 1923-ban kapta.

## Népessége
| Év:            | 1994. | 2004.   | 2014.   | 2024.   |
| -------------- | ----- | ------- | ------- | ------- |
| Emberek száma: | 778   | 834     | 821     | 747     |
| Eltérés:       |       | +7,19 % | -1,55 % | -9,01 % |

| Év:            | 2023. | 2024.   |
| -------------- | ----- | ------- |
| Emberek száma: | 752   | 747     |
| Eltérés:       |       | -0,66 % |

1880-ban 548 lakosából 423 szlovák, 55 magyar, 5 német, 39 egyéb anyanyelvű és 26 csecsemő volt.
1910-ben 513 lakosából 408 szlovák, 59 magyar és 46 más nemzetiségű.
2001-ben 806 lakosából 778 szlovák és 15 magyar volt.
2011-ben 843 lakosából 794 szlovák, 7 magyar, 3 cigány, 2 cseh, 1 morva és 36 ismeretlen nemzetiségű.

## Néprajza
- A 19. század közepéig kender termesztéséről és feldolgozásáról is nevezetes volt.
- A községben régi hagyománya van a méhészetnek.

## Nevezetességei

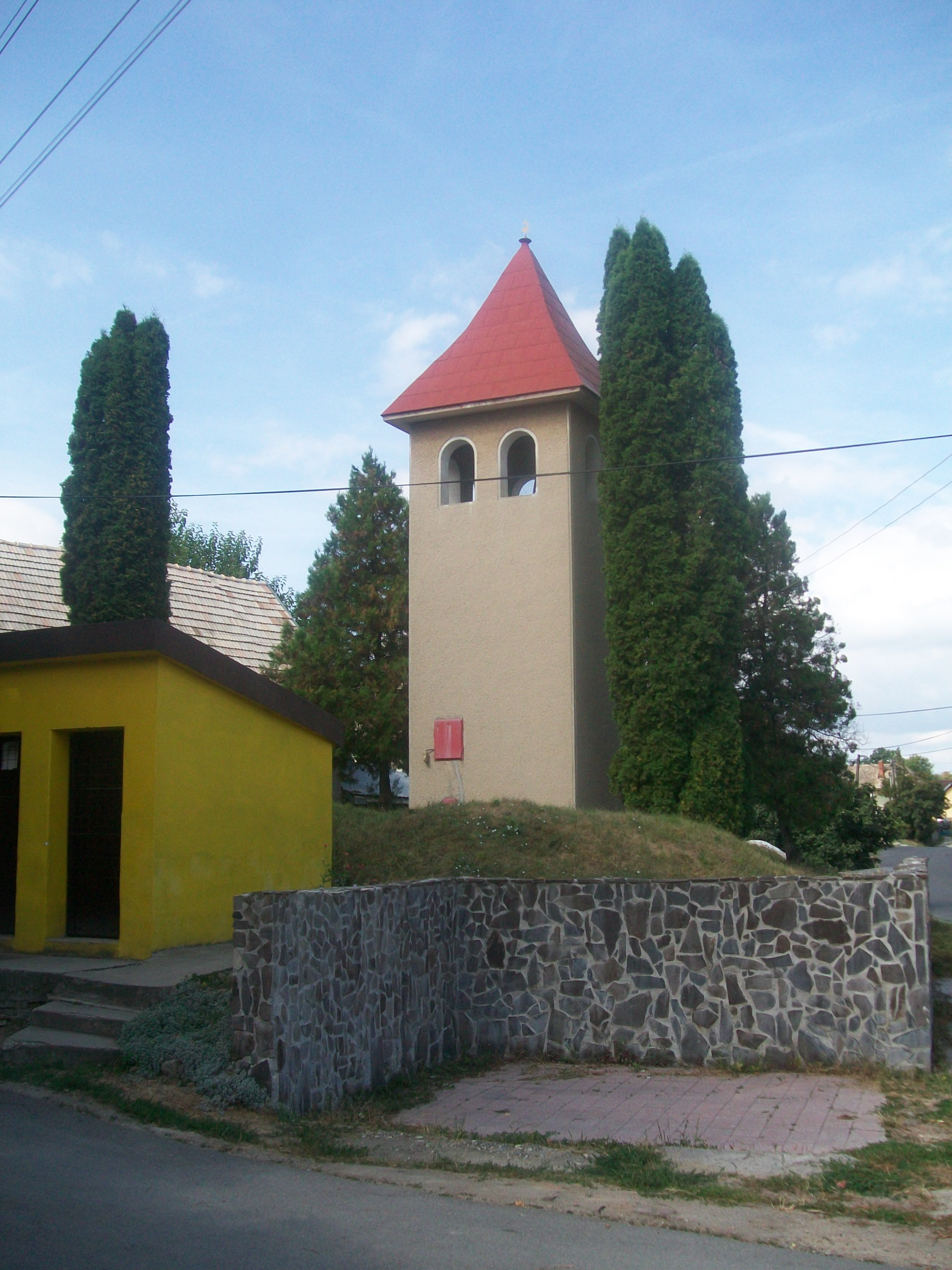
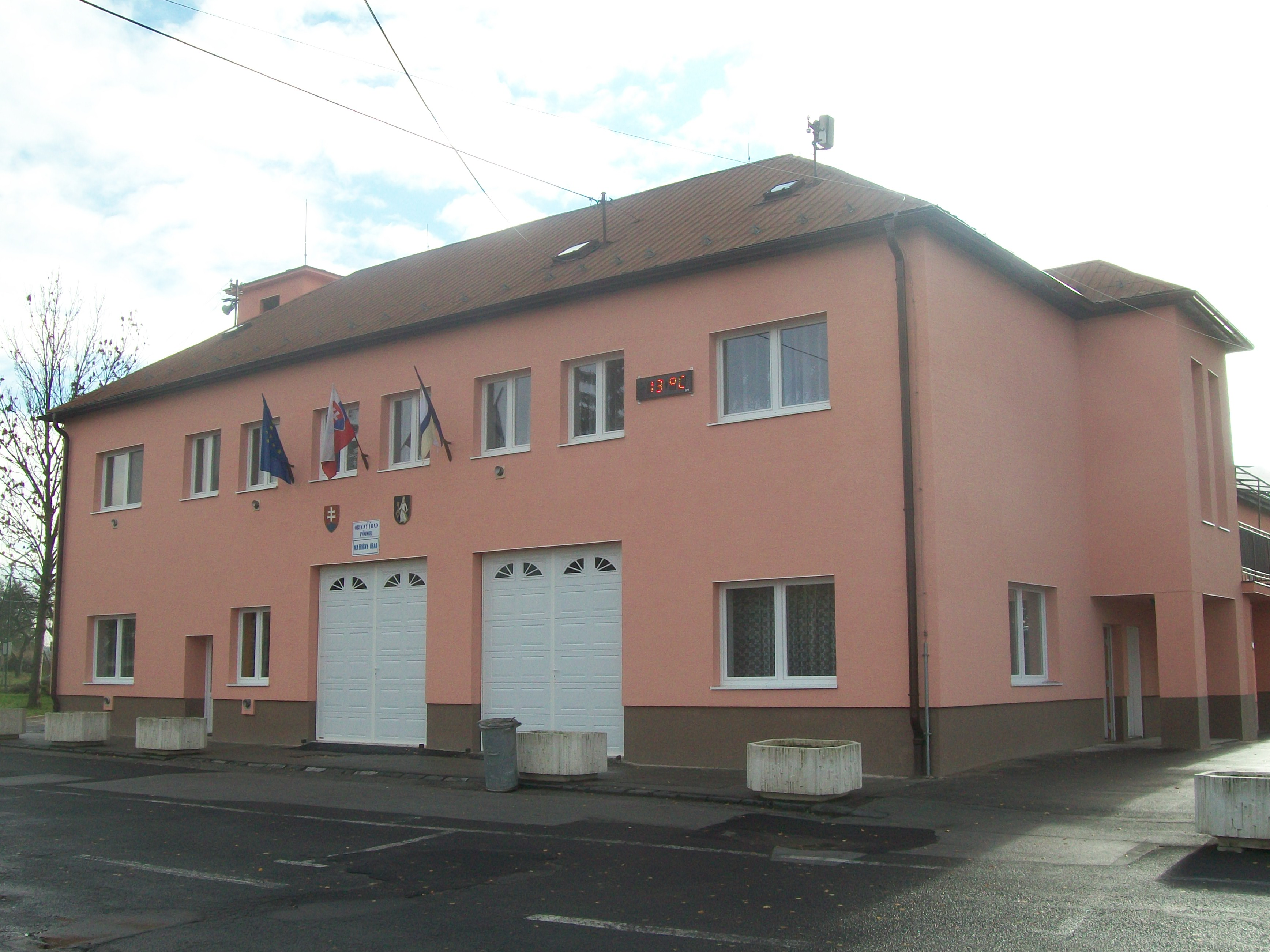
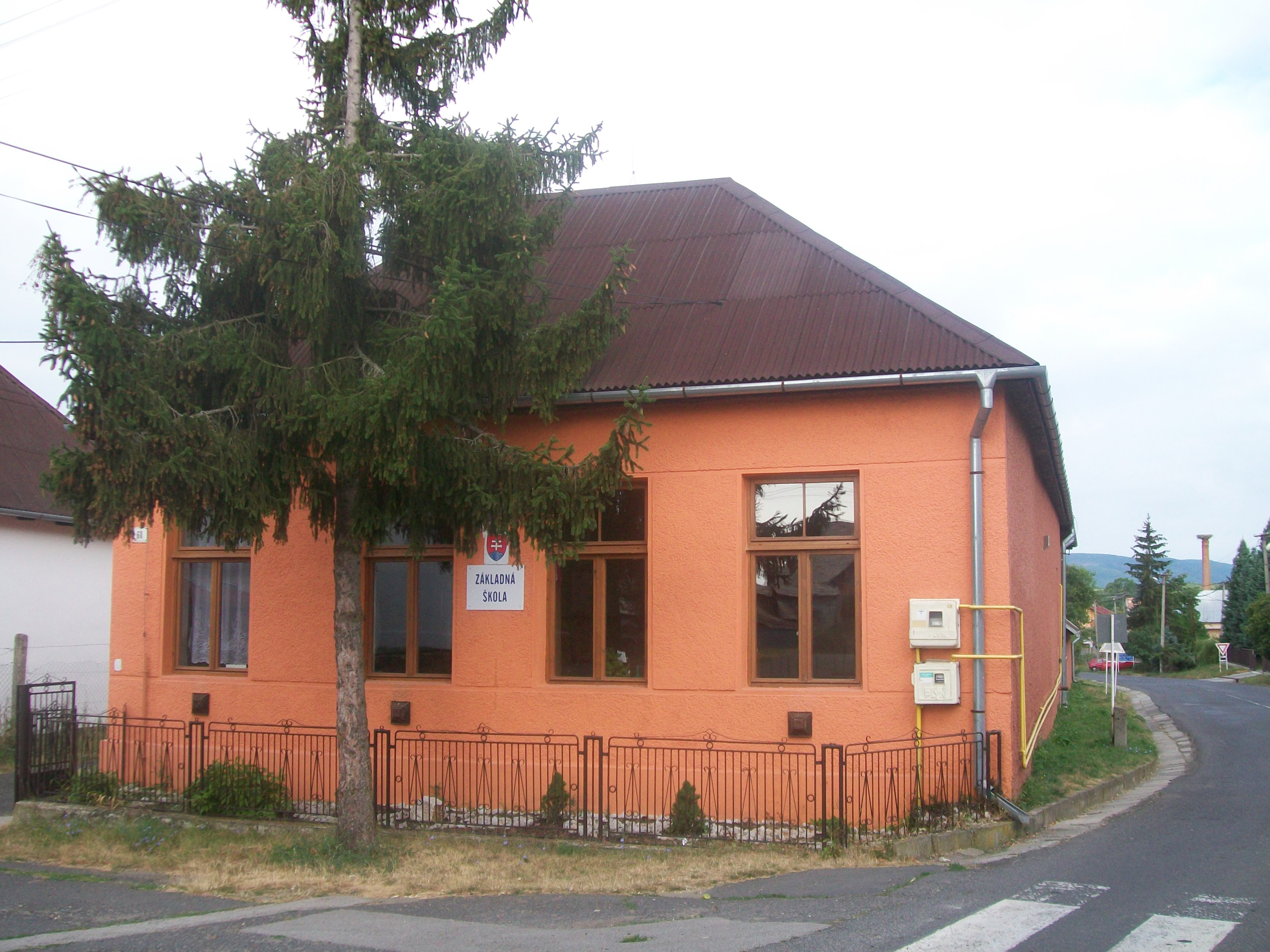

- Evangélikus temploma 13. századi eredetű, már 1297-ben említik. Eredetileg Szent Péter tiszteletére volt szentelve. A 15. században gótikus stílusban, 1776-ban későbarokk stílusban építették át. Oltára 1681-ben készült, berendezése 18. századi. Orgonáját Podkoniczky Márton készítette 1764-ben. A templomot kőfal övezi, melynek tornyát 1599-ben emelték.

## Külső hivatkozások
- Községinfó
- Nógrádszentpéter Szlovákia térképén
- E-obce.sk Archiválva 2008. január 19-i dátummal a Wayback Machine-ben